# Cerrillo Blanco
Cerrillo Blanco är en fornlämning i Spanien.   Den ligger i provinsen Provincia de Jaén och regionen Andalusien, i den centrala delen av landet, 280 km söder om huvudstaden Madrid. Cerrillo Blanco ligger 382 meter över havet.
Terrängen runt Cerrillo Blanco är huvudsakligen platt, men den allra närmaste omgivningen är kuperad. Cerrillo Blanco ligger uppe på en höjd.Runt Cerrillo Blanco är det ganska glesbefolkat, med 40 invånare per kvadratkilometer. Närmaste större samhälle är Porcuna, 2,0 km söder om Cerrillo Blanco. Trakten runt Cerrillo Blanco består till största delen av jordbruksmark.